# Anomis sabulifera
Anomis sabulifera är en fjärilsart som beskrevs av Achille Guenée 1852. Anomis sabulifera ingår i släktet Anomis och familjen nattflyn. Inga underarter finns listade i Catalogue of Life.